# Isaac Humala
Isaac Humala Núñez (Oyolo, Ayacucho, 5 de mayo de 1931) es un abogado peruano, fundador del Movimiento Etnocacerista Peruano, un grupo de nacionalistas étnicos del Perú.
Es padre de Ollanta Humala y de Antauro Humala, militares que  en octubre de 2000 protagonizaron un alzamiento en las postrimerías del gobierno de Alberto Fujimori en Locumba. Así como el Andahuaylazo, en enero del 2005, contra el gobierno de Alejandro Toledo. 
Ollanta postuló sin éxito a la presidencia del Perú en el 2006 y volvió a presentarse en el 2011, resultando ganador tras vencer en segunda vuelta a Keiko Fujimori.

## Biografía
Hijo de Teófilo Humala y María Sócrates Núñez Heredia. El clan de los Humala proviene del pueblo de Oyolo, del distrito del mismo nombre, en la provincia de Páucar del Sara Sara del departamento de Ayacucho, donde se recuerda al abuelo de Isaac Humala como un terrateniente autoritario que tuvo que huir de Oyolo ante una revuelta de indígenas hastiados de sus abusos en el año 1931. Eran los días de la Junta de Gobierno de Luis Sánchez Cerro y dicho episodio, hoy olvidado en la historiografía oficial, fue un ejemplo del malestar social que vivía la población andina en aquellos años cruciales de la historia política peruana. Los Humala se trasladaron entonces a Coracora, capital de la provincia de Parinacochas, y allí pasó Isaac su niñez.
Ya en su juventud, Humala se trasladó a Lima, donde en los años 1954-55, integró el grupo político «Cahuide», nombre con el que intentaba reconstituirse desde la clandestinidad el Partido Comunista del Perú, que se hallaba menguado tanto por sus disputas internas, como por la represión desatada por la dictadura de Manuel A. Odría y su ministro del Gobierno Alejandro Esparza Zañartu. 
«Cahuide» buscó fortalecerse a través del adoctrinamiento de los estudiantes de la Universidad Nacional Mayor de San Marcos, formando círculos de estudio clandestinos. A uno de esos círculos pertenecieron Mario Vargas Llosa (hoy laureado escritor) y Héctor Béjar (después jefe de la guerrilla del Ejército de Liberación Nacional, ELN), entre otros. Isaac ofició ocasionalmente de instructor ideológico de los estudiantes y Vargas Llosa lo recuerda en un pasaje de su libro de memorias El pez en el agua: 

Fuera de la gente de nuestra célula, y ocasionales responsables de instancias superiores que venían a darnos charlas o consignas —como el animoso Isaac Ahumala [sic], que en sus discursos hablaba infaliblemente de los ilotas de Grecia y de la rebelión de Espartaco— solo por adivinación o simpatía mágica se llegaba a identificar a los militantes de los partidos que el gobierno militar había puesto fuera de la ley.

Isaac militó luego en el grupo guerrillero «Movimiento de Izquierda Revolucionaria» de Luis de la Puente Uceda y Guillermo Lobatón, pero después se separó, al no estar de acuerdo con la táctica de enfrentarse al ejército peruano, que Isaac consideraba un elemento necesario para concretar importantes cambios estructurales en el Perú. Asimismo, encabezó un grupo radical marxista, denominado «Comité reestructurador del partido comunista peruano», que se proponía desplazar al líder histórico Jorge del Prado.
Es abogado especializado en materia laboral, y ha trabajado casi siempre como asesor jurídico de empresas constructoras. En 1989 fundó el Instituto de Estudios Etnogeopolíticos (IEE), que actualmente dirige junto a su esposa, la pedagoga y abogada Elena Tasso de Humala, quien es descendiente de Termilio Tasso, un italiano que llegó al Perú junto con el sabio naturalista Antonio Raimondi, en el siglo XIX. De su unión con Elena ha tenido siete hijos: Ulises, Ollanta, Antauro, Pachacútec, Katia, Cusi Coyllur e Imasúmac.  Adicionalmente tiene tres hijos los cuales son Violeta, Dunia y Amaro.
Asimismo, fundó el Movimiento Nacionalista Peruano (MNP) -grupo político que asume los postulados del «etnocacerismo»-, según acuerdo tomado en el Alto de la Alianza, Tacna, el 29 de octubre del 2003 (tercer aniversario de la sublevación de sus hijos contra el gobierno de Fujimori), fijándose como objetivo primordial acceder al poder electoralmente pero sin descartar la posibilidad de usar la vía armada. Su símbolo es «El sembrador» del pintor indigenista José Sabogal.
En marzo del 2006, Humala se mostró partidario de amnistiar a los líderes terroristas presos en cárceles peruanas: Abimael Guzmán Reynoso, de Sendero Luminoso, y Víctor Polay Campos, del Movimiento Revolucionario Tupac Amaru (MRTA). Arguyó que estos grupos ya no constituían peligro para el país y que la amnistía sería un gesto que ayudaría a la reconciliación nacional. En esos días postulaba a la presidencia de la República su hijo Ollanta, a quien de paso reprochaba no asumir plenamente los postulados del etnonacionalismo.
Durante las elecciones generales del 2011, en las que ha vuelto a postular su hijo Ollanta, Humala optó por no dar declaraciones a la prensa. Durante el mandato de su hijo realizó, junto a otros miembros de su familia, diferentes críticas a su gobierno, lo que provocó que el diario New York Times publicara: como sus más feroces detractores a su propia carne y sangre.
En la última Feria Internacional del Libro, en Lima, presentó un libro de su hijo Antauro, que fue silenciado por la prensa peruana.
El 21 de agosto, Humala declaró contra el gobierno, en especial al primer ministro, Juan Jiménez Mayor, a quien calificó de miserable, un pobre diablo que ni siquiera sabe bien de Derecho y a la primera dama, Nadine Heredia, a quien llamó borrachita de poder.
En noviembre de 2019, con 88 años de edad, anunció su candidatura al Congreso de la República por el partido Perú Libre durante las elecciones extraordinarias de 2020. Sin embargo, un mes más tarde su candidatura fue excluida del Jurado Nacional de Elecciones tras haber omitido información sobre sus bienes muebles en la hoja de vida que presentó.

## El Etnocacerismo
La ideología esbozada por Isaac Humala, que él mismo ha denominado etnocacerismo o etnonacionalismo, tiene como pilar básico la reivindicación de la "raza cobriza" (indígena americana), que de acuerdo a su opinión, debe volver a gobernar al Perú, algo que no sucede desde la llegada de los españoles en el siglo XVI. Según él, esto no debe interpretarse como racismo, sino como algo razonable y justo:

La especie humana tiene cuatro razas, de las cuales una está prácticamente apartada, la blanca domina el mundo, la amarilla tiene dos potencias, China y Japón, y la negra pese a no estar tan bien como las dos anteriores al menos domina su continente. En cambio, la cobriza no gobierna en ningún lado. Nosotros pensamos hacer eso, parece algo imposible pero somos utópicos en ese sentido, tenemos esperanza en momentos en que esta ya se ha perdido, eso es lo que nos diferencia.

El segundo pilar del etnocacerismo es el nacionalismo, para lo cual se evoca como símbolo al héroe Andrés Avelino Cáceres, quien encabezó la resistencia durante la invasión chilena en la guerra del Pacífico y nunca se rindió. Por ende, se considera a Chile como el mayor enemigo del Perú.
Cabe resaltar que Ollanta Humala (hijo de Isaac Humala) llegó a ser presidente de, Perú 2011-2016, aunque no presentó una fidelidad a la doctrina de su padre.

## Publicaciones
- Teoría de la extinción del derecho (2013)